# Tom Dey
Tom Dey, pe numele său adevărat Thomas Ridgeway Dey, (n. 14 aprilie 1965) este un regizor american de film, celebru pentru peliculele Shanghai Noon, Showtime sau Marmaduke. S-a născut în Hanover, New Hampshire, iar părinții săi sunt Phoebe Ann și Charles Frederick Dey. A făcut liceul în Connecticut și Institutul de Film de la Los Angeles. A realizat foarte multe reclame, unele faimoase chiar pentru firma Ridley Scott Associates. A studiat filozofia și religia și este foarte pasionat de ele. A mai realizat reclame și pentru Mastercard, U.S. Airways, Showtime Networks și L'Oreal.

## Filmografie
- Shaolin cowboy (2000)
- Poliția în direct (2002)
- Cum să dai afară din casă un burlac de 30 de ani (2006)
- Marmaduke (2010)